# Richard Lyons, 1. Viscount Lyons
Richard Bickerton Pemell Lyons, 1. Viscount Lyons GCB, GCMG, PC, (* 26. April 1817 in Lymington, Hampshire; † 5. Dezember 1887 in Norfolk House, St James’s Square, London) war einer der bedeutendsten britischen Diplomaten seiner Zeit.

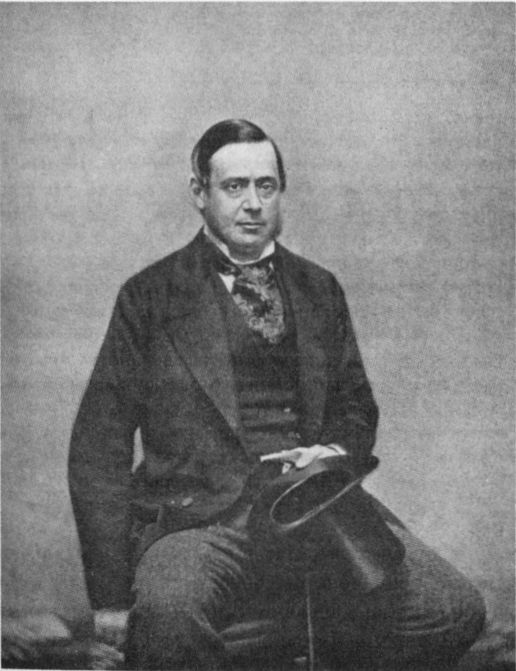
Richard Lyons, 1. Viscount Lyons

Lyons war der Sohn des Admirals Edmund Lyons, 1. Baron Lyons. Nachdem er Winchester School besucht hatte, studierte er am Christ Church College in Oxford. Lyons begann seine diplomatische Laufbahn 1839 als Attaché in Athen, kam 1852 nach Dresden, 1853 zur Gesandtschaft für das Großherzogtum Toskana, welche in Rom residierte.
Im Dezember 1858, er hatte gerade beim Tod seines Vaters den Titel 2. Baron Lyons, of Christchurch in the County of Southampton geerbt, ging er als Gesandter nach New York und leistete während des Sezessionskrieges durch seine Umsicht dem Vereinigten Königreich große Dienste. Während der Trent-Affäre, als zwei Diplomaten der Konföderierten auf dem Weg nach Großbritannien bei einer Inspektion durch ein Schiff der Nordstaaten von dem britischen Postdampfer Trent geholt wurden, lavierten beide Staaten am Rande eines Krieges. Durch sein Geschick und seinen Takt meisterte Lyons diese Krise.
Als ihn 1865 Sir Frederik Bruce ersetzte, wurde er Botschafter in Konstantinopel, wo er jedoch nur zwei Jahre blieb. Im Sommer 1867 ging er als Nachfolger Henry Richard Cowleys in gleicher Eigenschaft nach Paris. Das Amt des britischen Botschafters in Frankreich, den damals für das Vereinigte Königreich bedeutendsten Botschafterposten überhaupt, bekleidete Lyons 20 Jahre lang unter wechselnden liberalen und konservativen Regierungen. In dieser Zeit erlebte er erhebliche Umwälzungen in Frankreich, die letzten Jahre des Zweiten Kaiserreichs, den Deutsch-Französischen Krieg und den Beginn der französischen Kolonialexpansion. Die letzten Jahre waren dann vom Beginn der britisch-französischen Konfrontation geprägt, die ihren Ausgangspunkt in der britischen Besetzung Ägyptens hatte.
Als Lyons 1887 von Robert Bulwer-Lytton, 1. Earl of Lytton abgelöst wurde, war er nach mehr als 50 Jahren im diplomatischen Dienst völlig erschöpft. Aus diesem Grunde lehnte er es auch ab, in der Regierung Salisbury das Amt des Außenministers zu übernehmen.
In Anerkennung seiner Verdienste war Lyons bereits 1881 zum Viscount Lyons, of Christchurch in the County of Southampton erhoben worden. Die nochmalige Erhebung zum Earl Lyons wurde am 24. November 1887 angekündigt, jedoch kam der Tod Lyons der Ausfertigung des entsprechenden Letters Patent zuvor. Sowohl die ererbte Baronie als auch der Viscountstitel erloschen mit seinem Tod, da er keine männlichen Abkömmlinge hatte.